# أليكس بانستر
أليكس بانستر (بالإنجليزية: Alex Bannister)‏ هو لاعب كرة قدم أمريكية أمريكي، ولد في 23 أبريل 1979 في سينسيناتي في الولايات المتحدة.

## وصلات خارجية
- أليكس بانستر على موقع مرجع كرة القدم المحترفة.كوم (الإنجليزية)